# Plutarco de Atenas
Plutarco de Atenas (ca. 350-431) foi um filósofo grego neoplatonista que lecionou em Atenas, no início do século V. Ele restabeleceu a Academia Platônica e lá tornou-se seu líder. Escreveu comentários sobre Aristóteles e Platão, enfatizando as doutrinas que eles tinham em comum.

## Vida
Era o filho de Nestório e pai de Hiério e Asclepigênia de Atenas, que também frequentavam a escola. A origem do neoplatonismo em Atenas não é conhecida, mas Plutarco é geralmente visto como a pessoa que restabeleceu a Academia de Platão, na forma neoplatonista. Plutarco e seus seguidores alegou ser discípulo de Jâmblico, e assim de Porfírio e Plotino. Contados entre os seus discípulos, está Siriano, que o sucedeu como chefe na escola e Proclo.

## Filosofia
É necessário esclarecer que a escola platônica de Atenas, a de Plutarco de Atenas, de Siriano e de Proclo, do século IV ao VI, é uma instituição privada, sustentada pelos subsídios de ricos pagãos, que nada teve a ver com a cátedra imperial de platonismo fundada por Marco Aurélio. O ensino da filosofia de Plutarco consiste em explicar os textos das "autoridades", por exemplo os diálogos de Platão os tratados de Aristóteles, as obras de Crisipo e seus sucessores.
Plutarco era versado em todas as tradições teúrgicas da escola e acreditava, juntamente com Jâmblico, na possibilidade de alcançar a comunhão com a Divindade por meio dos ritos teúrgicos. Ao contrário dos alexandristas e os primeiros escritores da Renascença, ele afirmou que a alma, que é ligada ao corpo por laços de imaginação e sensação, não perece com os meios de comunicação de sensações corporais.
Na psicologia, acreditou que a razão é a base e o fundamento de toda a consciência, ele interposta entre a sensação e o pensamento a faculdade da imaginação, que, como distinto de ambos, é a atividade da alma sob o estímulo da sensação incessante. Em outras palavras, o pensamento fornece a matéria-prima para o funcionamento da Razão. A razão está presente em crianças, como uma potencialidade inoperante, em adultos funcionam através de dados de sensação e imaginação, e, em sua atividade pura, é a transcendência ou inteligência pura de Deus.